# Huppe fasciée
Upupa epops
Pour les articles homonymes, voir Huppe (homonymie).
Espèce
Statut de conservation UICN

 LC  : Préoccupation mineure
La Huppe fasciée (Upupa epops) est une espèce d'oiseaux, l'une des trois représentantes de la famille des Upupidae et du genre Upupa. Les deux autres espèces, la Huppe africaine Upupa africana et la Huppe de Madagascar Upupa marginata, ont longtemps été considérées comme des sous-espèces de la huppe fasciée. Ces espèces sont parfois placées par certains auteurs dans leur propre ordre, les Upupiformes.

## Morphologie
Cet oiseau mesure de 26 à 32 cm de longueur (bec : de 5 à 6 cm) pour une envergure d'environ 45 cm et une masse de 60 à 80 g.
Sa longévité est d'environ onze ans.
La huppe fasciée est un oiseau de taille moyenne, au plumage orangé (femelle légèrement plus terne), barré de noir et blanc sur les ailes et la queue. Elle possède une huppe érectile, longue, orange, se finissant par du noir. Son bec est long, mince et recourbé. Ses ailes sont larges et arrondies, et ses pattes courtes mais puissantes.

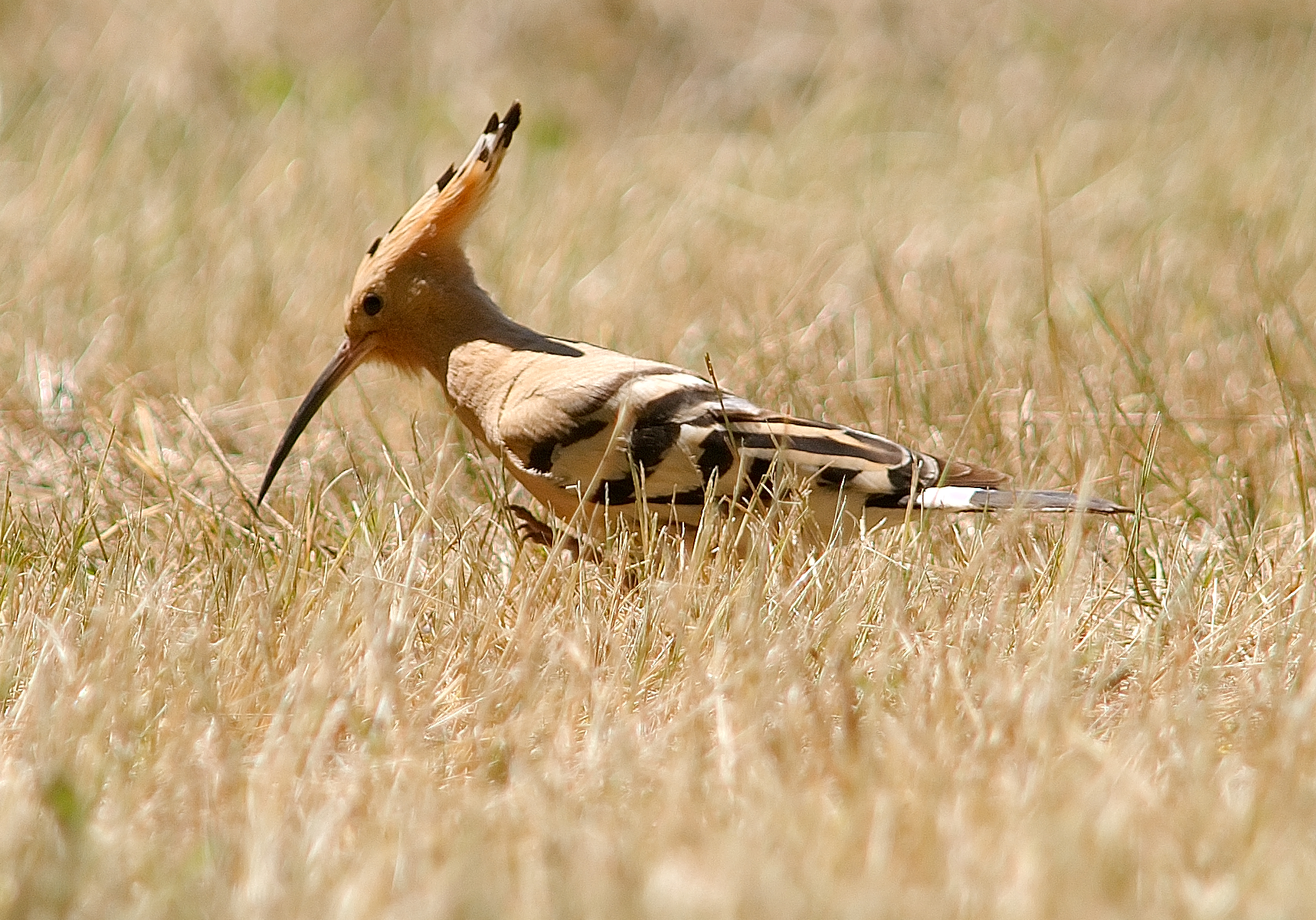
Huppe fasciée au sol.
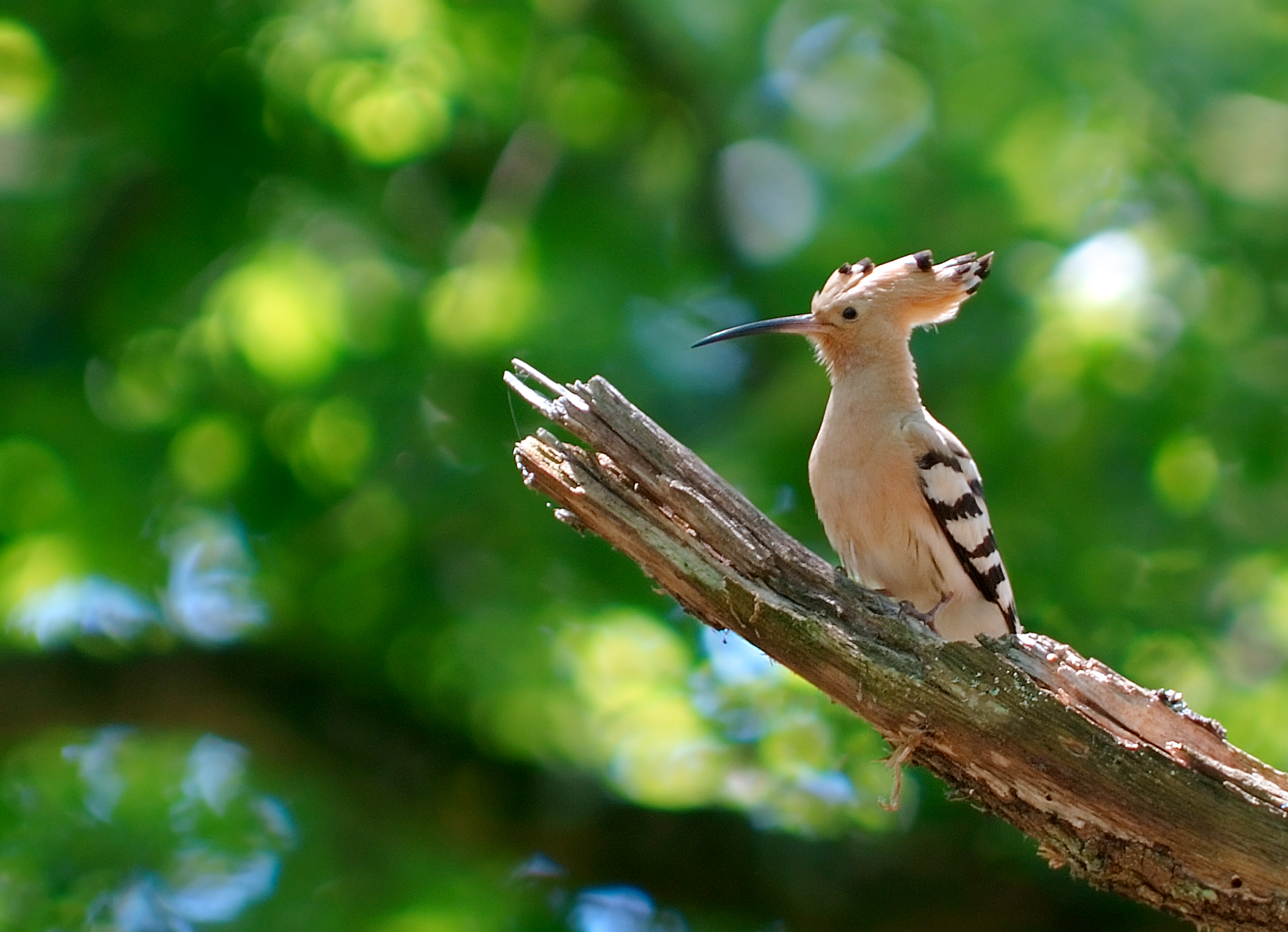
Huppe fasciée sur bois mort.
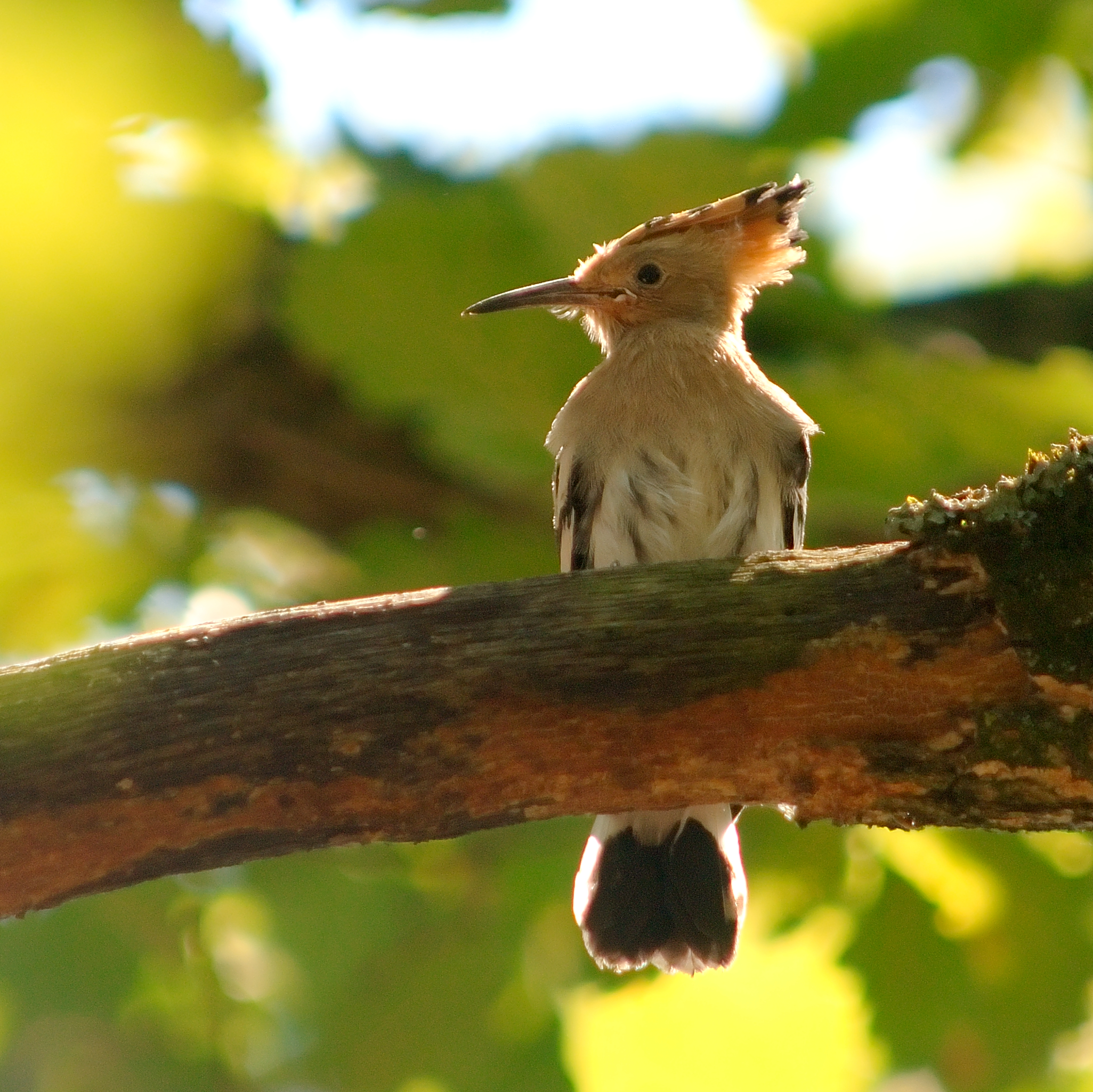
Huppe fasciée.
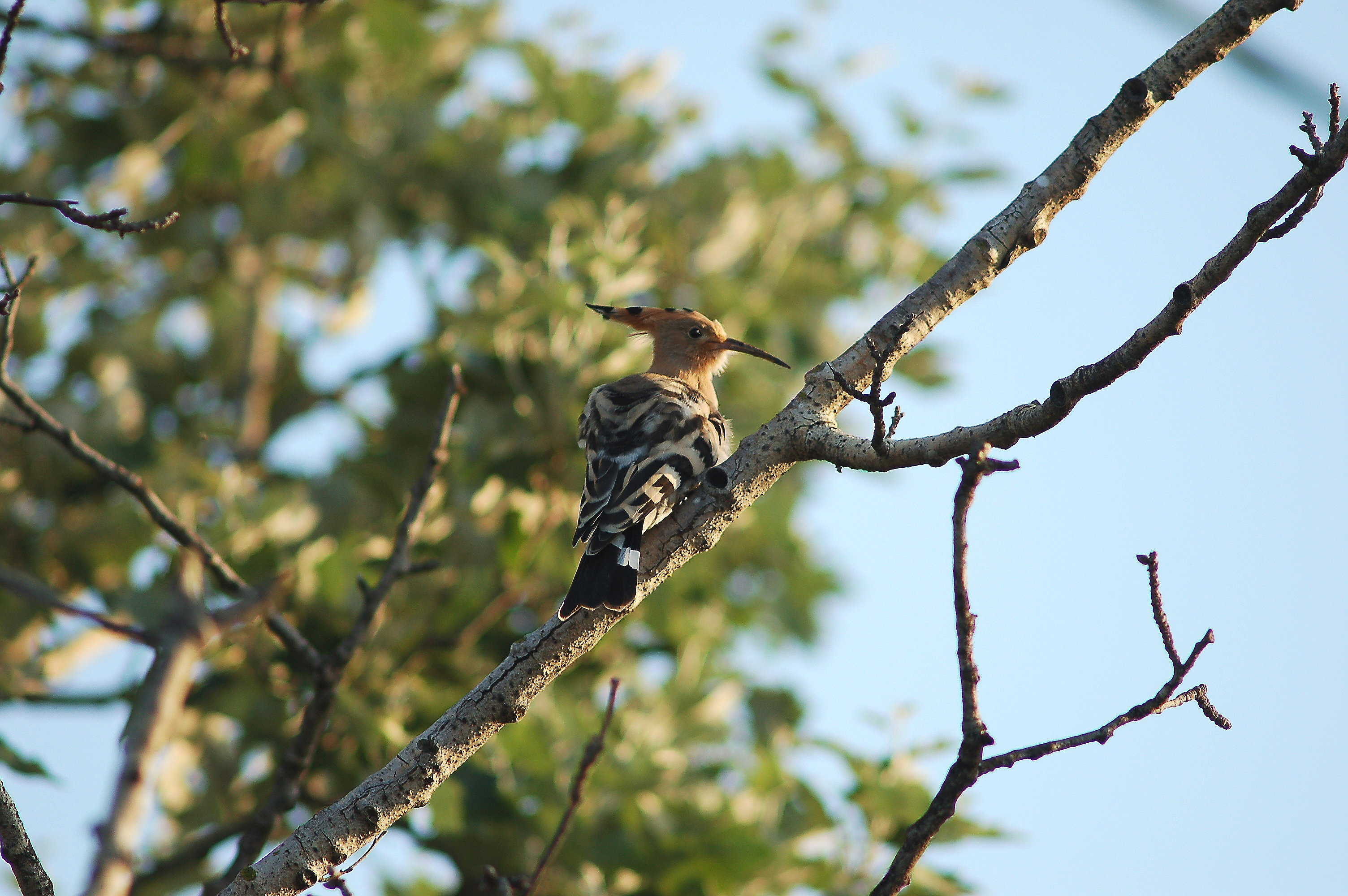
Huppe fasciée sur un peuplier.
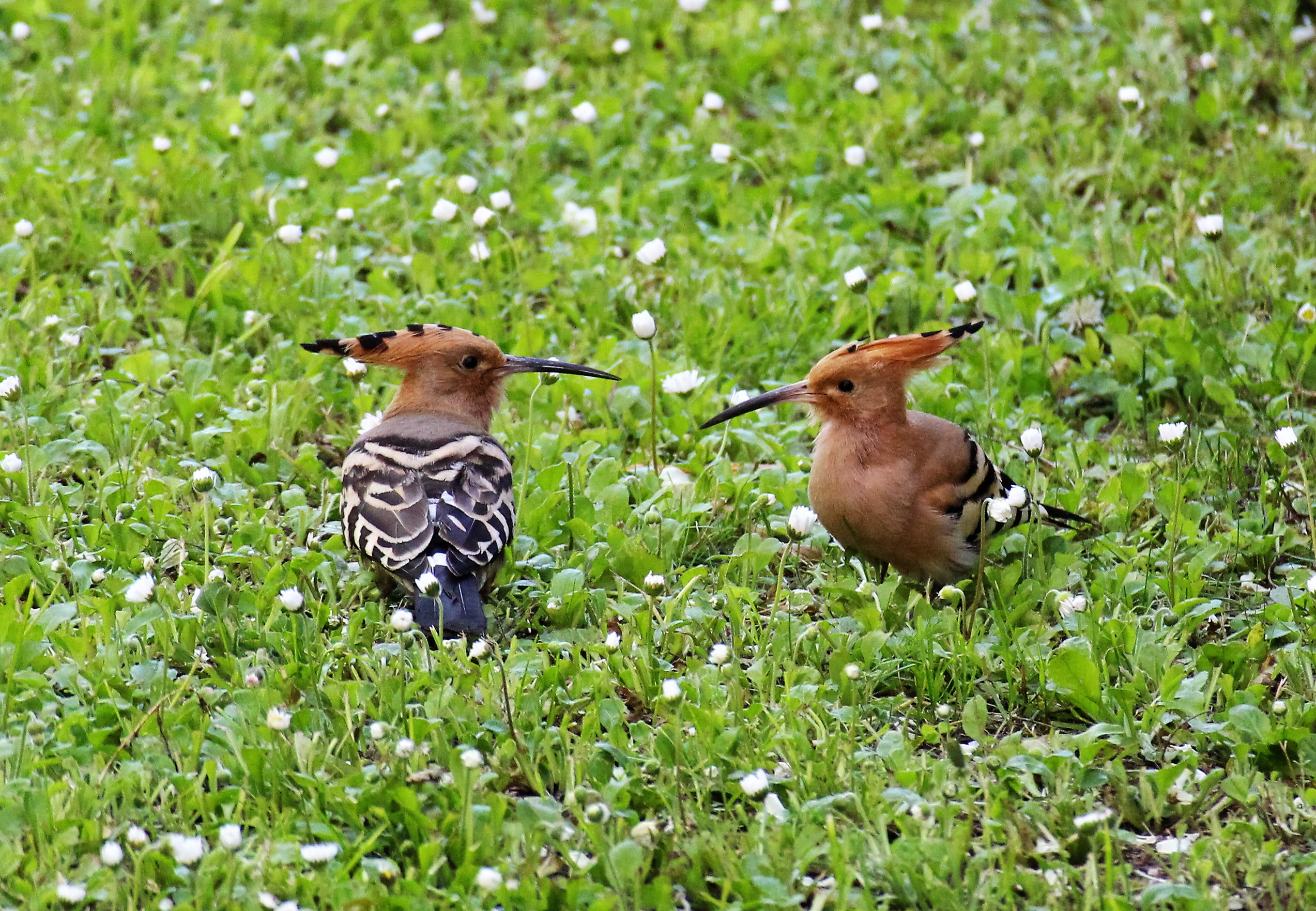
Couple.
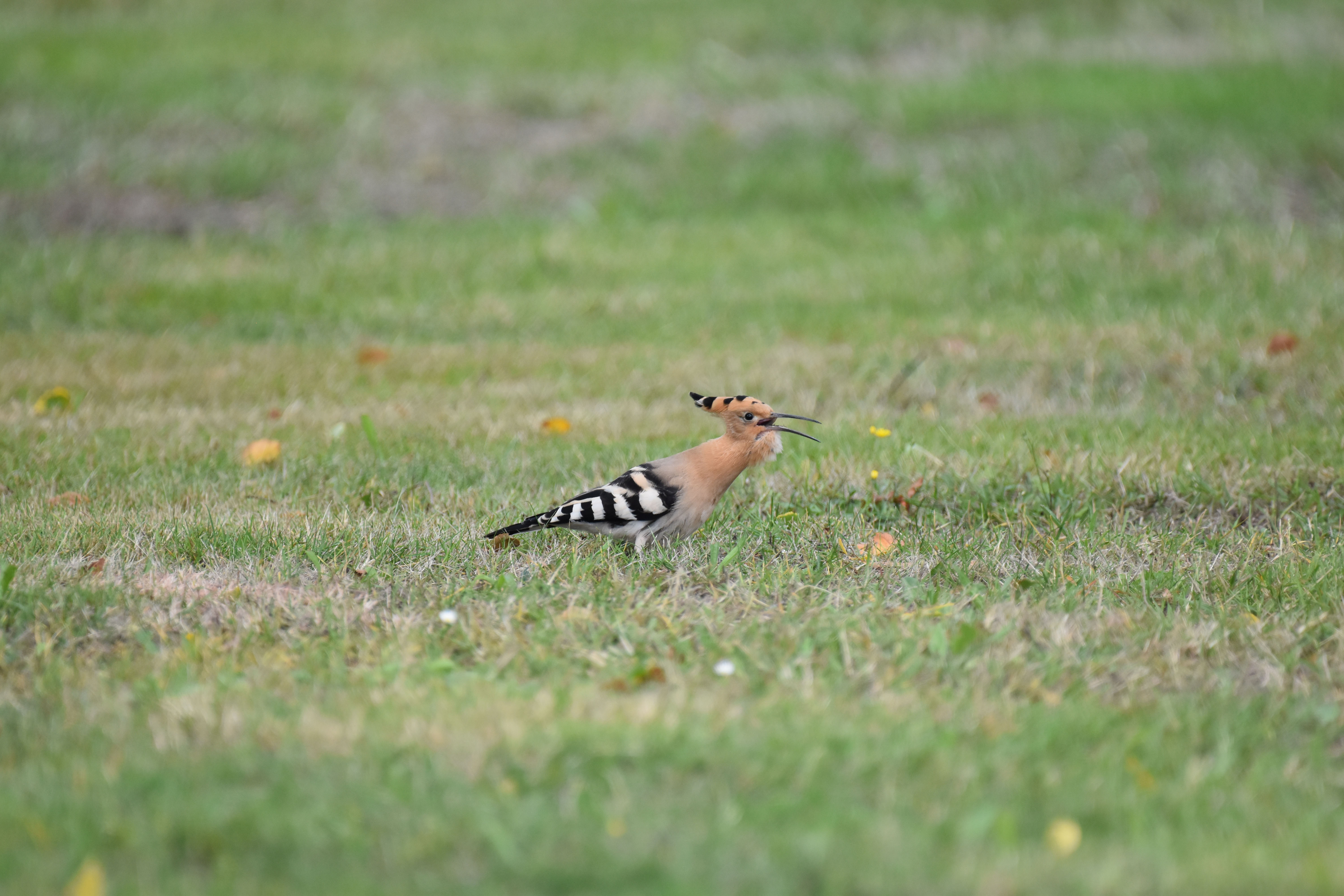
Huppe fasciée chantant.

## Comportement

### Alimentation
Essentiellement insectivore, la huppe capture la grande majorité de ses proies au sol en fouillant dans l'herbe ou dans les interstices des écorces. Diverses espèces d'insectes figurent à son menu : scarabées, grillons, fourmis, courtilières, chenilles, larves diverses , etc., et petits invertébrés : mille-pattes, limaces, escargots dont elle casse la coquille ; mais elle recherche spécialement les insectes colonisant les bouses et déjections de mammifères, qu'elle attrape grâce à son long bec recourbé. Il lui arrive aussi de capturer de temps en temps des insectes en vol et sur ou dans le bois mort au sol et sur pied. Elle se nourrit aussi de sauterelles, criquets et petits serpents. Les anciens Égyptiens la nommaient « le purificateur d'Égypte ».

### Comportement social
C'est un oiseau peu farouche mais qui se tient à bonne distance de l'observateur humain, un animal diurne aux cris forts et rauques, le plus souvent solitaire. Son vol saccadé et bondissant lui est caractéristique.

### Reproduction

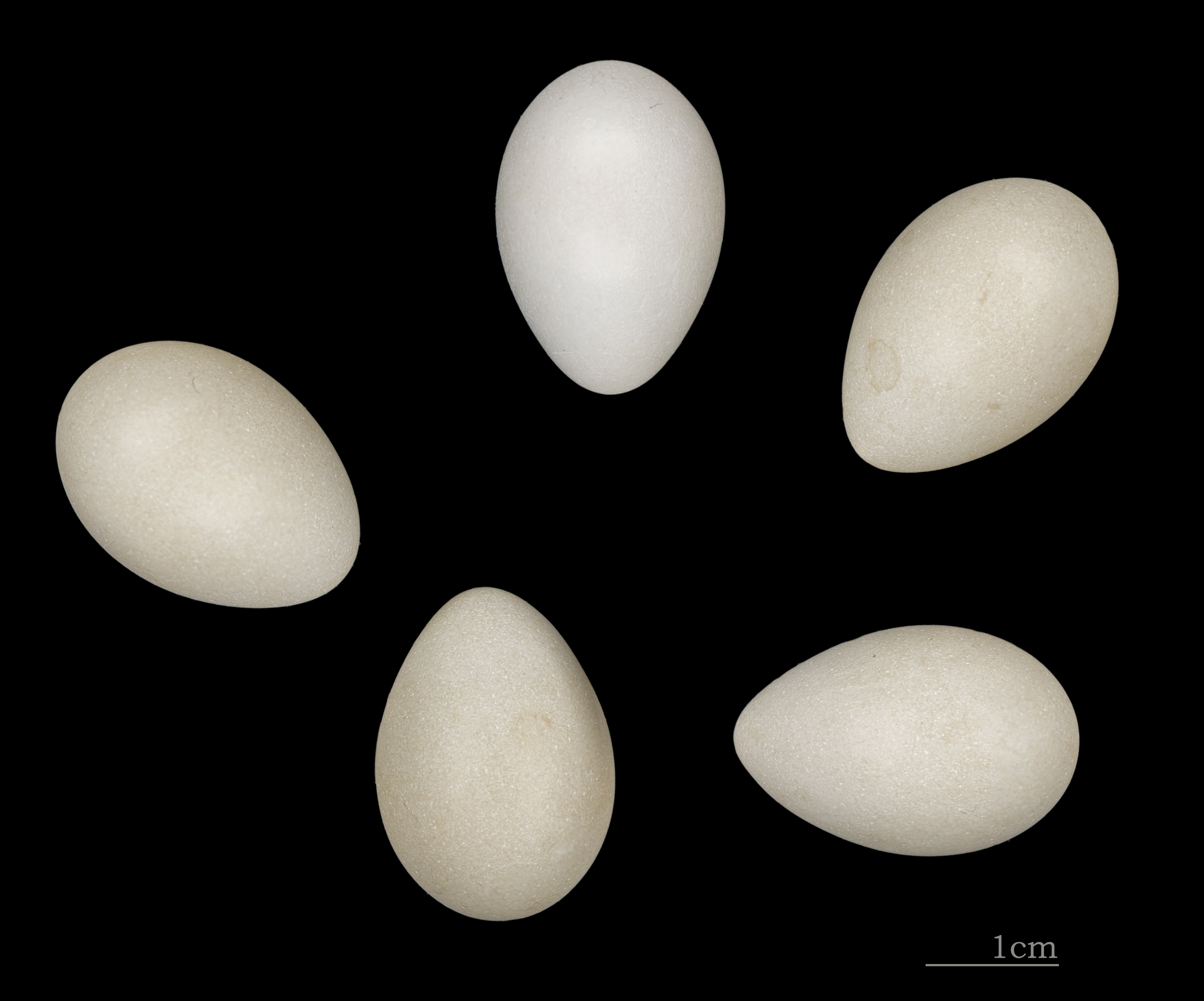
Œufs de Huppe fasciée au Muséum de Toulouse.

La huppe va nicher dans un arbre mort, un trou d'arbre, un rocher ou la toiture d'un bâtiment. Elle occupe parfois certaines constructions (bergeries, fermes et même des pavillons modernes), ainsi que les nichoirs artificiels et fréquemment d'anciennes loges de pics mais se contente souvent d'une anfractuosité où l'ouverture se réduit à une simple fissure. Les déjections que les parents n'enlèvent pas d'une part, ainsi que la production, à partir de la glande uropygienne près du croupion, d'une sécrétion odorante par la femelle incubatrice et les jeunes oisillons après leur éclosion d'autre part, font fuir les prédateurs par leur odeur nauséabonde.

En Europe, la huppe fait une, parfois deux couvées par an. La ponte a lieu en mai-juin : les trois à six œufs, blanc grisâtre ou verdâtre, sont pondus sur le sol du nid recouvert de quelques légers matériaux (plumes ou mousse). L'incubation est de l'ordre de 16 à 18 jours.

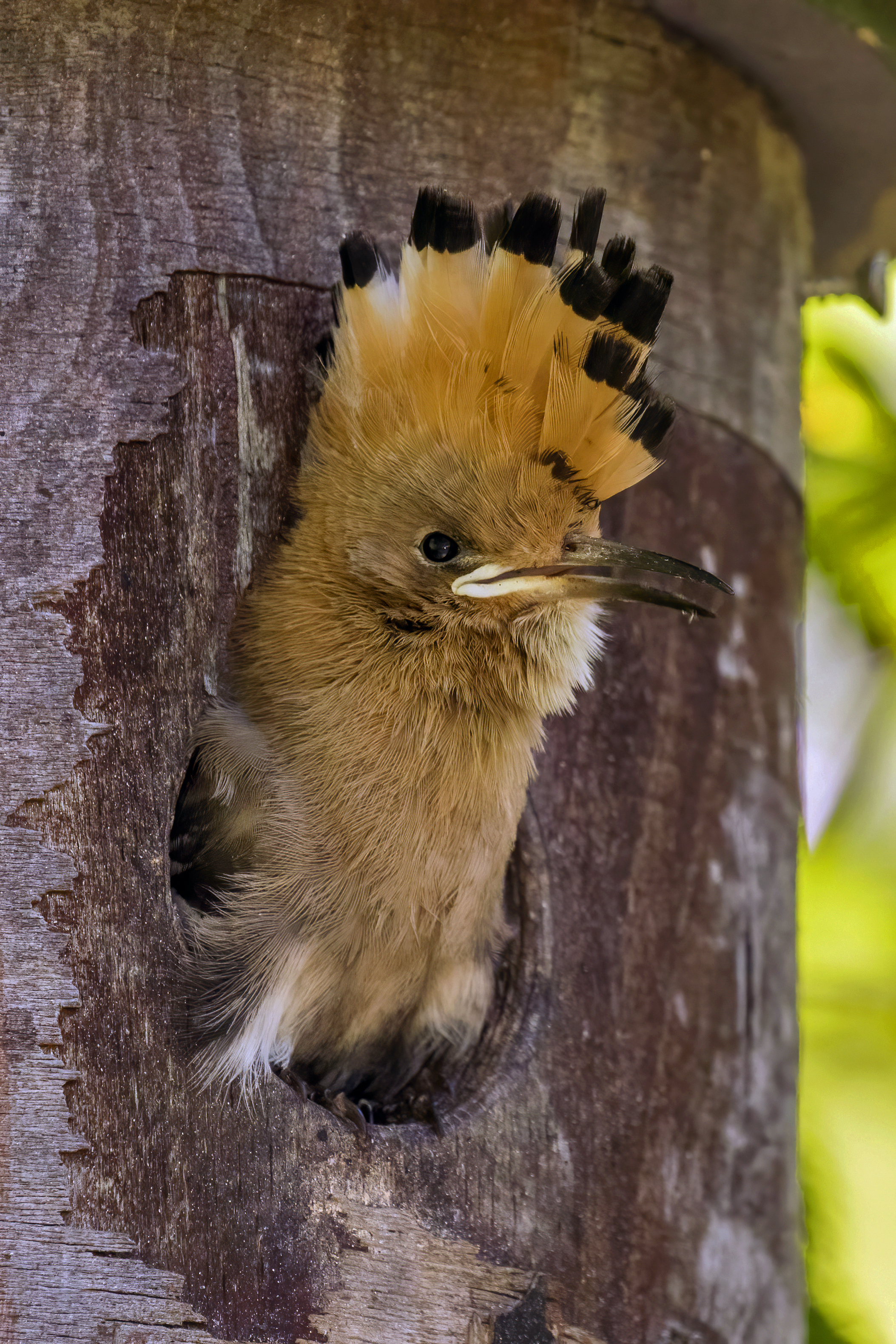
Une huppe fasciée juvénile au bord de son nid vers Kondor Tanya à côté de Kecskemét en Hongrie.

## Répartition et habitat

### Répartition
- Habitat permanent
- Zone de nidification
- Zone d’hivernage

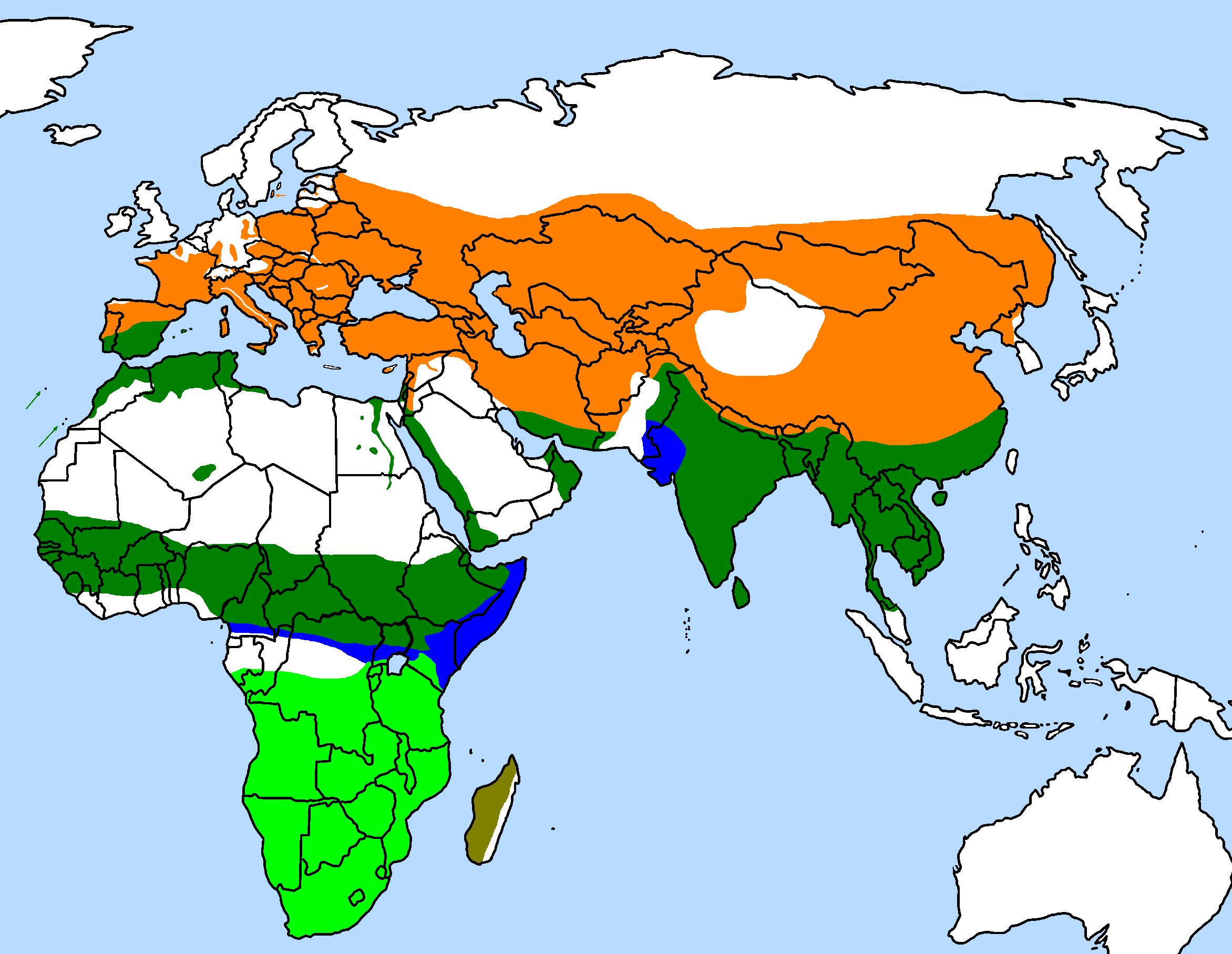
Habitat permanent
Zone de nidification
Zone d’hivernage
Sous-espèces séparées
Huppe africaine
Huppe de Madagascar

La Huppe fasciée peuple les régions chaudes et tempérées de l'Afrique, de l'Asie et de l'Europe.

### Habitat
Elle fréquente les jardins, les bois, les vergers et les vignes ainsi que les zones ouvertes de terre nue ou d'herbe rase où elle peut aisément se nourrir.

### Migration
Les huppes européennes migrent en général jusqu'en Afrique tropicale pour passer la mauvaise saison de l'hémisphère nord. L'hivernage est rare et accidentel en France, les rares cas signalés concernent probablement des oiseaux blessés ou affaiblis.
En France, son arrivée est précoce, enregistrée dès la fin février dans le Sud, en mars ou avril dans les régions plus septentrionales. Elle quitte ces latitudes dès qu'elle a terminé sa nidification, au mois d'août et plus rarement en septembre.

## Systématique
L'espèce a été décrite par le naturaliste suédois Carl von Linné en 1758, mais fait déjà l'objet de représentations picturales dès le XVIe siècle, notamment chez  Jérôme Bosch, dans son triptyque Le jardin des délices terrestres(1503-1504).

### Taxinomie

#### Position systématique
La Huppe fut classée dans l'ordre des Coraciiformes avant que la classification de Sibley & Monroe ne place la famille des Upupidae dans l'ordre, nouveau, des Upupiformes. Depuis, le COI l'a intégrée dans l'ordre des Bucerotiformes.

#### Sous-espèces
- Upupa epops ceylonensis Reichenbach, 1853 des contreforts de l'Himalaya au Sri Lanka et au Bangladesh[6] ;
- Upupa epops epops Linnaeus, 1758 nicheuse du Maghreb à l'Europe du Sud, de l'Ouest et du centre jusqu'en Sibérie orientale et en Chine et hivernante en Afrique, en Asie du Sud et du Sud-Est.
- Upupa epops longirostris Jerdon, 1862 de l'Assam au Viêt Nam et du Sud de la Chine jusqu'en Thaïlande ;
- Upupa epops major C.L. Brehm, 1855 d'Égypte et de l'Est de la péninsule arabe ;
- Upupa epops senegalensis Swainson, 1837 du Sénégal à la Somalie ;
- Upupa epops waibeli Reichenow, 1913 du Cameroun au Sud-Ouest du Kenya.

#### Sous-espèces séparées
- Upupa epops africana Bechstein, 1811, dorénavant Upupa africana – Huppe africaine du Sud de la République démocratique du Congo à l'Ouganda et au centre du Kenya, jusqu'au Sud de l'Afrique du Sud ;
- Upupa epops marginata Cabanis & Heine, 1859 de Madagascar, dorénavant Upupa marginata - Huppe de Madagascar.

### Étymologie
Du latin upupa, origine onomatopéique tirée de son chant (« houp-oup-oup »), qui lui a valu son nom dans beaucoup de langues et dialectes, par exemple en anglais (hoopoe), en italien (upupa), en néerlandais (weide-)hop , etc. De même, elle est appelée « bout bout » dans le centre de la France. Elle est aussi nommée « pue pue » dans certaines régions, allusion à la mauvaise odeur de son nid. Le qualificatif « fascié » fait référence aux rayures noires et blanches de son plumage (huppe, ailes et rectrice).
Le grec ἔποψ / épops, au génitif ἔποπος / épopos, signifie également « huppe » et repose lui aussi sur une onomatopée, l'interjection ἐποποῖ / epopoī désignant le cri de la huppe.

## La huppe fasciée et les humains

### Menaces et conservations

#### Modification du milieu de vie
La modification du milieu de vie de la huppe fasciée, c'est-à-dire le bocage, depuis le début des années 1950 par les méthodes de l'agriculture moderne (disparition du pâturage extensif, remembrement, destruction des vieux arbres et des haies champêtres) est la menace la plus sérieuse qui pèse sur cette espèce.

#### Pesticides
L'épandage massif de pesticides pour lutter contre les insectes ravageurs des cultures nuit à la huppe fasciée car il supprime les gros insectes comme les hannetons, les capricornes, les lucanes cerfs-volants ou les carabes qui forment la base de son alimentation. D'autres espèces d'oiseaux se nourrissant de gros insectes, comme la chevêche d'Athéna, souffrent aussi de cette pollution.

#### Statut de conservation
L'Union internationale pour la conservation de la nature classe la huppe fasciée comme préoccupation mineure.
La huppe fasciée est une espèce en régression en Europe occidentale et méridionale.
Depuis 1950, elle a disparu de la limite nord de son aire de répartition (Benelux, pays scandinaves) et a vu ses effectifs régresser dans plusieurs pays, dont la France (en particulier au nord de la Loire), mais aussi la Turquie et la Russie.
Depuis 1990, les populations sont cependant stables (et parfois en augmentation) dans la majorité des pays d'Europe centrale et orientale, de la Suisse à la mer Noire.

### Protection
La Huppe fasciée bénéficie d'une protection totale sur le territoire français depuis l’arrêté du 17 avril 1981 abrogé et remplacé par l'arrêté du 29 octobre 2009 fixant la liste des oiseaux protégés sur l'ensemble du territoire et les modalités de leur protection,. Il est donc interdit de la détruire, la mutiler, la capturer ou l'enlever, de la perturber intentionnellement ou de la naturaliser, ainsi que de détruire ou enlever les œufs et les nids et de détruire, altérer ou dégrader leur milieu. Qu'elle soit vivante ou morte, il est aussi interdit de la transporter, colporter, de l'utiliser, de la détenir, de la vendre ou de l'acheter.
De plus, la huppe est protégée par la loi dans la plupart des pays européens. Elle n'est pas recherchée par les chasseurs. Elle est en revanche parfois braconnée illégalement dans certains pays, comme à Malte. Par contre, elle est plus souvent capturée en Afrique du Nord, où certaines parties de son corps sont utilisées pour des pratiques médicales et « magiques ».

#### Préservation de l'habitat naturel
La préservation du bocage et notamment l'entretien des vieux arbres à cavités comme les chênes, les châtaigniers, les hêtres et des haies champêtres favorisent la sauvegarde de la huppe fasciée. La limitation stricte des épandages de pesticides assurera également la survie des gros insectes, base de l'alimentation de la huppe.

#### Pose de nichoirs
Localement, la pose de nichoirs a pu permettre la conservation de l'espèce, voire son retour dans des régions où elle avait disparu, comme en Suisse romande.

### Culture

#### Db
| G22 |

Le hiéroglyphe représentant la huppe correspond au son db(3). Probablement, 'db' est dérivé d'un nom ancien 'db3' pour l'oiseau : « celui qui bloque (avec du limon) », c'est-à-dire qui bloque le trou du nid creusé dans un arbre. Dans l'écriture hiéroglyphique du mot 'db.t' ("brique d'adobe"), le signe d'une huppe est presque obligatoire, le mot dérivant du même verbe « bloquer » (Drs. Carles Wolterman, égyptologue).
Elle est assez souvent représentée dans l'art égyptien ancien et utilisée comme un code symbolique désignant l'enfant comme héritier et successeur de son père. Elle est peinte dans des paysages, en vol, posée au sol ou plus souvent perchée dans un arbre (sycomore) ou dans des papyrus.
Une paroi de la tombe de Khnoumhotep II à Beni Hassan (XIIe dynastie) représente un acacia avec cinq oiseaux dont une huppe (en bas, à gauche). De nombreux papyri modernes, vendus sous le nom d'«arbre de vie», s'inspirent de cette peinture censée symboliser les cinq âges de l'Homme (elle pourrait être une forme que prend l'âme humaine, après la mort).
Comme dans un des bas-reliefs du mastaba de Ptahhotep à Saqqarah (Ve dynastie), elle est aussi souvent associée à un jeune garçon qui la tient par les ailes.
À l'époque ptolémaïque, certaines statuettes, représentent Harpocrate, dieu enfant, tenant une huppe à l'aigrette repliée comme une pointe.
Au Ve siècle, le lettré Horapollon, dans ses Hieroglyphica, présente la huppe comme un modèle de piété filiale. Le nom égyptien tardif qwqwpd, transcrit koukouphas en grec ancien, a donné celui de saint Cucufa. Ce nom est dérivé probablement du nom de l'oiseau dans la Bible : duchifat

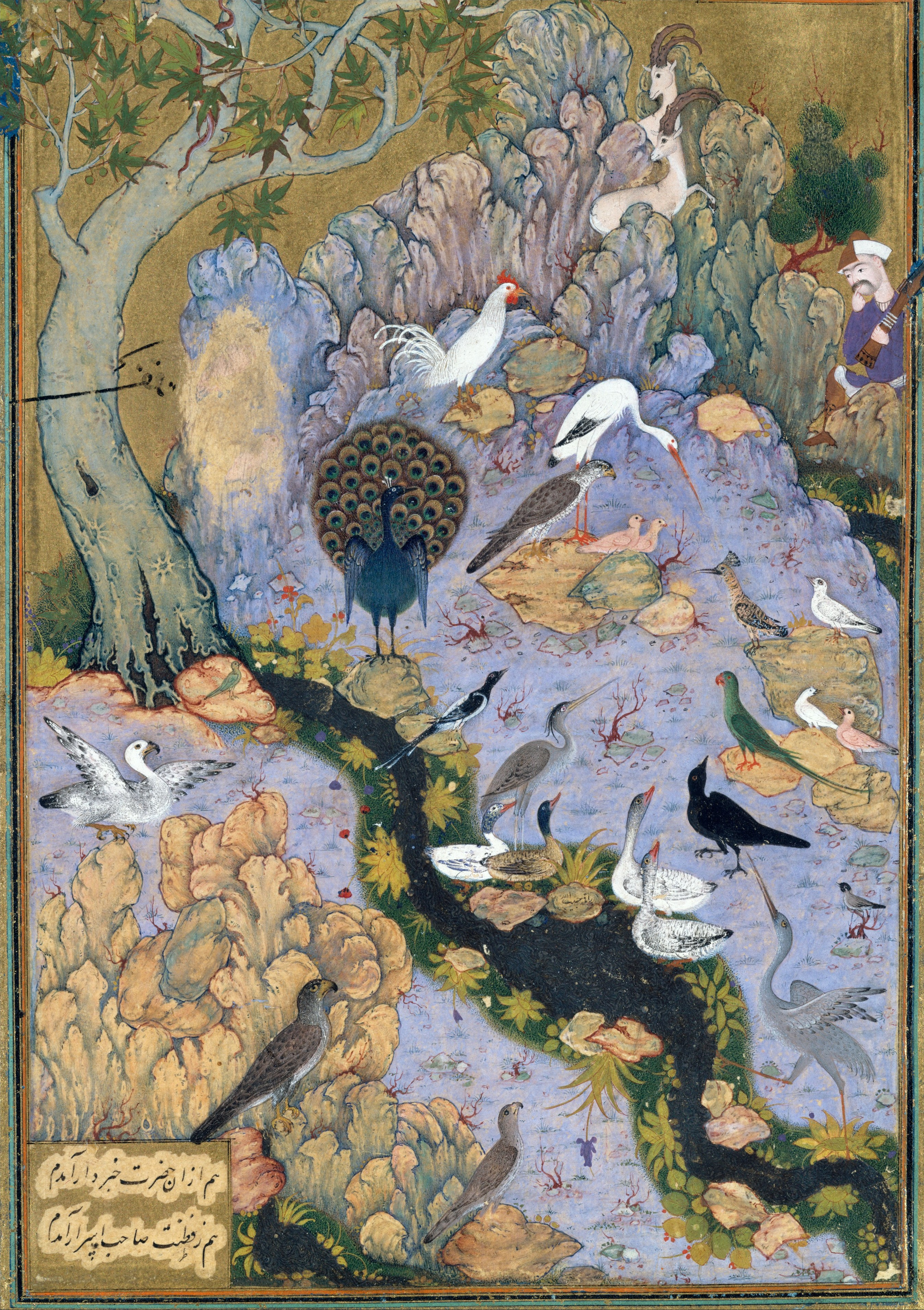
La Conférence des oiseaux menée par une huppe (au-dessus du perroquet vert au centre-droit).

#### الهدهد (hudhud: nom arabe de la huppe)
Dans les pays arabes, elle est considérée comme une protection contre le mauvais œil. Dans le Coran (Sourate 27 : Les fourmis, 20-27), la huppe est la messagère du roi Salomon à la reine de Saba.
C'est un des oiseaux, personnage principal, de La Conférence des oiseaux, un recueil de poèmes médiévaux en langue persane publié par le poète soufi iranien Farid al-Din Attar en 1177. Sur l'illustration ci-contre, la huppe est au centre, à droite.
Selon Ibn `Abbâs, Le prophète Mouhammad a interdit de tuer quatre animaux : La fourmi, l’abeille, la pie-grièche et la huppe. Rapporté par Abou Dawoud dans le chapitre du comportement (5267) et Ibn Majah dans le chapitre de la chasse (3223) avec une chaîne de rapporteurs authentiques (également rapporté par Abou Houraira).

#### דוכיפת (dūkhīfat: nom hébreu de la huppe)
Le Lévitique (XI, 19) la déclare impropre à la consommation. Elle a été choisie en 2008 comme oiseau national d'Israël.

#### Puput
Puput est le nom occitan (et catalan) de la huppe. On trouve aussi l'orthographe pupu en Saintonge.

### Culture populaire
Des sorciers africains, nord-africains, israéliens et proche-orientaux se servent des organes de la huppe (yeux, pattes, plumes, etc.) comme de talismans.
Les trous où niche la huppe ont la réputation de dégager une odeur fétide, qui repousserait les attaques des prédateurs. Cette odeur est due au fait que les fientes ne sont pas évacuées, mais aussi à un liquide dont s'enduisent les huppes, qui provient d'une glande.
La réputation de saleté de l'oiseau, dont atteste l'expression sale comme une huppe, est probablement aussi à l'origine du mot salope, qui viendrait donc d'une combinaison de sale et de hoppe (forme dialectale régionale du mot huppe),. Le mot dupe viendrait aussi du nom de cet oiseau.
Dans le film d'animation Kirikou et la Sorcière, le héros se bat contre une huppe fasciée pour parvenir à survoler la case de Karaba et se rendre au cœur de la Montagne, où se trouve son Grand-Père, qui pourrait lui révéler le passé de Karaba et comment mettre un terme à son Mal.

### Héraldique
La huppe est représentée dans le blason de quelques villes d'Europe centrale et orientale :
- Armstedt (Schleswig-Holstein, Allemagne)
- Kuktiškės (Lituanie).

Armoiries de la ville d'Armstedt
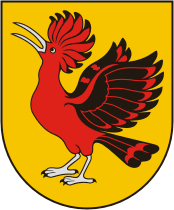
Armoiries de la ville de Kuktiškės

### Autre lien
- (fr) Ludwig Keimer (Ludwig) Quelques remarques sur la huppe (Upupa epops) dans l'Égypte ancienne BIFAO 30 (1931) p. 305-331